# Louise Emmons
Louise H. Emmons (ur. 23 sierpnia 1943) – amerykańska zoolożka i neurobiolożka. Specjalizuje się w ekologii ssaków tropikalnych. Pracowała w Gabonie, na Madagaskarze, Borneo, w Papui-Nowej Gwinei oraz w dziesięciu krajach Ameryki Południowej.

## Edukacja
Studia magisterskie: Sarah Lawrence College, 1965; doktorat: Uniwersytet Cornella, 1975. Obecnie jest wykładowcą Wydziału ssaków w Smithsonian Institution oraz doradcą naukowym (scientific advisor) w Amazon Conservation Association w Waszyngtonie. W 2000 została wyróżniona przez Muzeum Historii Naturalnej w Chicago doroczną nagrodą Parker-Gentry Award. Dr Emmons była członkiem-założycielem Rapid Assessment Program (RAP), wraz z Tedem Parkerem i Alem Gentrym, których nazwiska nosi ta nagroda.

## Członkostwo w organizacjach
Emmons jest członkiem wielu zawodowych stowarzyszeń i organizacji: teriologicznych („American Society of Mammalogists”), ekologicznych („Ecological Society of America”), biologicznych („Biological Society of Washington oraz Association for Tropical Biology and Conservation”) oraz ochrony przyrody („Society for Conservation Biology, Armonia w Boliwii, Asociacion Peruana Para La Conservacion de La Naturaleza”).

## Odkrycia
W 1997 podczas badań na szlaku górskim w Vilcabambie w południowo-centralnej części Peru Emmons odkryła nowy gatunek gryzonia Cuscomys ashaninka, a wraz z nim opisała nowy rodzaj (Cuscomys), do którego należał.

### Wybrane publikacje
- L.H. Emmons: Neotropical Rainforest Mammals. A Field Guide. Wyd. 2. 1997. ISBN 0-226-20721-8. Brak numerów stron w książce
- L.H. Emmons, M.D. Carleton & G.G. Musser. A new species of the rodent genus Oecomys (Cricetidae: Sigmodontinae: Oryzomyini) from eastern Bolivia, with emended definitions of O. concolor (Wagner) and O. mamorae (Thomas). „American Museum Novitates”. 3661, s. 1–32, 2009.